# Orchamus gracilis
Orchamus gracilis is een rechtvleugelig insect uit de familie Pamphagidae. De wetenschappelijke naam van deze soort is voor het eerst geldig gepubliceerd in 1882 door Brunner von Wattenwyl.
1. ↑  (en) Orchamus gracilis op de IUCN Red List of Threatened Species.